# Psychologies Magazine
Psychologies Magazine est un magazine grand public mensuel français consacré au bien-être et au développement personnel.

## Historique
Créé en 1970, par les éditions Retz, repris en 1979 par Daniel Roumanoff puis en 1983 par Agnès et Bernard Loiseau (à ne pas confondre avec le chef cuisinier Bernard Loiseau qui ne lui est pas apparenté), les ventes montent à 70 000 exemplaires. Psychologie devient Psychologies en 1985.
En 1997, Agnès et Bernard Loiseau vendent le magazine à Jean-Louis Servan-Schreiber, et son épouse Perla (société Finev). Jean-Louis Servan-Schreiber relance le magazine en mars 1998. Il est renommé Psychologies Magazine, avec une nouvelle formule et un prix de vente abaissé à 25 F. Ses ventes sont multipliées par cinq, pour atteindre 320 000 exemplaires en 2005[réf. nécessaire].
En 2004, Hachette Filipacchi Médias, filiale de Lagardère, acquiert 49 % du capital de Finev.
En 2005, le magazine est décliné à l'international en Italie, Espagne, Grande-Bretagne, Russie, Chine, Grèce, Roumanie. Le magazine crée, en 2006, aux côtés de l'enseigne Fnac, le prix Psychologies-Fnac.
En 2008, les 51 % restants sont rachetés par Lagardère Active. Jean-Louis Servan-Schreiber se maintient à la présidence du conseil de surveillance du groupe, et sa femme Perla y prend un siège. Psychologies devient Groupe Psychologies S.A., filiale à 100 % de Lagardère Active, dirigée par Arnaud de Saint Simon.
En 2009, Psychologies lance la Journée de la gentillesse en France. En 2010, le magazine développe sa présence en ligne (site web, application, page Facebook)[réf. nécessaire] et sort sa version belge. En 2012, une nouvelle formule du magazine est lancée pour toucher un plus grand public.
En 2014, Psychologies Magazine est vendu par Lagardère Active au consortium 4B Media, consortium réunissant Reworld Media et l’éditeur belge Rossel. La situation est tendue avec les employés de Lagardère qui dénoncent une forte réduction des effectifs. Entre 2014 et 2022, la diffusion en France est divisée par deux. Un nouveau trimestriel (Holi) et des hors-séries sont lancés, mais la diffusion chute de moitié entre 2014 et 2020, et l'équipe éditoriale rétrécit. En avril 2022, Reworld Media dépose une offre de rachat pour Psychologies. L'arrivée du nouveau propriétaire provoque le départ de l'équipe éditoriale. Une nouvelle formule est lancée en novembre 2022.

## Description
Le magazine Psychologies est un mensuel diffusé en France, en Belgique et au Royaume-Uni, et qui publie des informations sur l'auto-assistance et l'auto-amélioration.
| Année | Diffusion totale |
| ----- | ---------------- |
| 1997  | 75 000           |
| 2007  | 372 630          |
| 2010  | 367 692          |
| 2011  | 362 070          |
| 2012  | 353 496          |
| 2013  | 338 932          |
| 2020  | 172 000          |

## Controverses

### Transphobie
En 2018, la psychanalyste Claude Halmos répond à une fille qui veut savoir si elle peut devenir garçon « Tu ne peux pas devenir un garçon, parce que tu es née, comme ta mère, dans un corps de fille; De même que ton frère est né, comme ton père, dans un corps de garçon. Et ça, on ne peut pas le changer »,.
Cet article a fait réagir plusieurs personnalités comme l'humoriste Océan, qui a accusé le magazine de transphobie.
Une pétition a été lancée pour faire réagir le magazine et la psychanalyste,.